# Natri lactat
Natri lactat là muối natri của acid lactic bởi quá trình lên men các sản phẩm có nguồn gốc từ đường, như là ngô hay củ cải đường, và sau đó trung hòa sản phẩm acid lactic để tạo thành hợp chất có công thức NaC3H5O3. Là một phụ gia thực phẩm, natri lactat có số E là E325 và ở dạng lỏng, nhưng cũng có thể tồn tại ở dạng bột. Ngay năm 1836, natri lactat đã được công nhận là một muối của acid yếu hơn là base, và sau đó được biết rằng ion lactat phải được chuyển hóa trong gan trước khi cation natri có thể có bất kì sự chuẩn độ nào.

## Sử dụng
Natri lactat có vị mặn nhẹ và thường dùng trong các sản phẩm thịt và gia cầm để kéo dài tuổi thọ và gia tăng độ an toàn vì nó có hoạt tính kháng khuẩn rộng, và có hiệu quả trong việc ức chế hầu hết các vi khuẩn làm hỏng thức ăn và gây bệnh. Nó còn có thể dùng trong các sản phẩm dầu gội và các loại hàng hóa tương tự như xà phòng nước vì nó là chất giữ ẩm hiệu quả.
Natri lactat thường dùng để chữa chứng loạn nhịp tim gây nên bởi dùng quá liều chất chống loạn nhịp tim nhóm I, cũng như làm giảm kích thích thần kinh giao cảm gây nên tăng huyết áp.

## Về sữa
Natri lactat không cần phải được hạn chế bởi người bị dị ứng sữa. Tổng quát, các lactat như natri, calci và kali là muối dẫn xuất từ phản ứng trung hòa acid lactic và hầu hết acid lactic thương mại đều được lên men từ các sản phẩm không có nguồn gốc từ sữa như tinh bột ngô, đường, hay tinh bột sắn. Tuy nhiên một ít acid lactic cũng được lên mên từ các sản phẩm sữa như nước sữa và lactose.